# Waliso (woreda)
Pour la ville, voir Waliso.
Waliso est un woreda du centre de l'Éthiopie situé dans la zone Sud-Ouest Shewa de la région Oromia. Woreda majoritairement rural proche de la ville homonyme, il reprend la partie nord-est de l'ancien woreda Walisona Goro et compte 143 391 habitants en 2007. Son centre administratif est Dilala.

## Origine et nom
L'ancien woreda Walisona Goro, dont le nom peut se traduire par « Waliso et Goro », se partage au plus tard en 2007 entre le woreda Waliso, le woreda Goro et la ville de Waliso qui acquiert elle-même le statut de woreda,.
Le nom du woreda actuel peut aussi bien s'écrire Woliso que Waliso ou Weliso.

## Situation
Limitrophe de la région des nations, nationalités et peuples du Sud, le woreda Waliso s'étend dans la zone Sud-Ouest Shewa autour de la ville de Waliso.
Le centre administratif du woreda, situé 15 km au nord-est de Waliso sur la route principale Jimma-Addis-Abeba, s'appelle Dilala ou Dilela, ou encore Dilila.
|                       | Dawo           |            |
| Wonchi Goro           | Waliso         | Becho      |
| Kebena                | Kokir Gedebano | Seden Sodo |
| Enclave : Waliso Town |                |            |

## Population
Le recensement national de 2007 fait état pour ce woreda d'une population de 143 391 habitants dont 2 % de citadins qui sont les 2 584 habitants de Dilala.
La majorité des habitants du woreda (67 %) sont orthodoxes, 22 % sont musulmans, 9 % sont protestants et 1 % sont de religions traditionnelles africaines.
En 2022, sa population est estimée à 202 219 personnes avec une densité de population de 269 personnes par km2 et 751 km2 de superficie.